# 村重杏奈
村重杏奈（日语：／ Murashige Anna */?，1998年7月29日—）是日本女藝人、YouTuber，日俄混血兒，為女子偶像團體HKT48 Team KIV前成員，山口縣出身，所屬經紀公司為TWIN PLANET。2011年以HKT48一期生身分出道。2014年4月24日至2015年5月期間，兼任NMB48 Team N成員。2021年12月27日自HKT48畢業。

## 經歷
2011年3月21日，參與「廣島夢城獎學金公開選秀會」（ゆめタウン広島スカラシップ公開オーディション）時獲得冠軍大獎，成為由新廣島電視台所經營的廣島演員學校25期生。因為憧憬松田聖子，決定報名參加HKT48一期生的徵選。7月10日，通過最終審查正式成為HKT48創團成員，審查會中演唱的曲目是松田聖子的《風是秋色》。10月23日，在西武巨蛋舉行的《飛翔入手》發行紀念全国握手会活動「AKB48祭典 powerd by AKB48神TV」，與其他HKT48成員一同初次出席媒體公開活動。11月26日，於HKT48劇場柿落公演中正式於劇場出道。
2012年2月5日，與HKT48成員松岡菜摘與宮脇咲良加入於2010年6月5日在幕張展覽館的活動中成立的「蜜瓜包同盟」（メロンパン同盟），此團體由松井玲奈擔任會長，島崎遙香擔任副會長，成員另有AKB48的市川美織、NMB48的福本愛菜、SKE48的磯原杏華。3月4日，HKT48的Team H分隊成立，成為正規成員16名之1人。8月17日，由AKB48與姊妹團體成員共同演出的電視連續劇《馬路須加學園3》的第五集中初次登場，村重是唯一一位參與演出的HKT48成員。12月13日，村重正式宣布將要參加在2013年1月5日於福岡當地舉辦的R-1大賽九州1回戰。是繼隊友中西智代梨之後，第二位參與此日本規模最大單人搞笑表演比賽的HKT48成員。
2013年1月13日，於R-1大賽的第2回戰中敗退。
2014年1月11日，於大分縣iichiko剧场“HKT48九州7县巡演～和可爱的孩子们一起旅行～”的第一天夜公演中，發表了被稱為「轉班」（クラス替え）的隊伍重组消息，由Team H轉移到新成立的Team KIV分隊。2月24日，於DiverCity東京舉辦的「AKB48集團大組閣祭」中，宣布所屬隊伍除維持轉班時發表的Team H轉移至Team KIV外，另新增兼任NMB48 Team N。6月7日，於「AKB48第37張單曲選拔總選舉」中獲得11,586票，得到第67名，為「Upcoming Girls」，同時是首次進入圈內。6月12日，於當日販售的八卦娛樂雜誌《週刊文春》的報導中指出，村重與傑尼斯事務所旗下組合小傑尼斯成員阿部顯嵐交往，並在5月23號凌晨兩點左右拍攝到兩人於戶山公園散步，村重直至凌晨三點才返回旅館。村重其後於Google+上表示「讓你們擔心了。對不起。」（ご心配おかけしました。ごめんなさい。），並獲得不少支持者鼓勵，但隨後便將該文章刪除。
2015年5月27日，出演Team N「天使在這裡」公演後結束NMB48兼任活動，專任HKT48。
2016年6月18日，於「AKB48第45張單曲選拔總選舉」中，獲得13,058票，得到第80名，為「Upcoming Girls」。11月18日，為了將在12月在山口縣舉行的日俄領導人會議，被任命為「日俄親善山口PR特使」，宣傳縣內特產和旅遊景點信息。
2019年4月28日，在橫濱球場舉行的指原莉乃畢業演唱會上，由指原宣布將村重移籍經紀公司至TWIN PLANET。6月8日，与TWIN PLANET签订暂定合约。10月6日，正式成為TWIN PLANET旗下藝人。
2020年7月28日，在22歲生日的前一天，開設個人YouTube頻道。
2021年9月19日，在「博多七色」（博多なないろ）公演中宣布畢業，將於年底結束活動。12月27日，在HKT48劇場舉行畢業公演，正式從HKT48畢業。
2022年6月17日，開設個人官方網站。11月5日，發行個人寫真集。
2023年7月3日，在富士電視台的綜藝問答節目《呼叫田中老師》中，宣布與森日菜美、奈葉、Enako組成4人女子音樂組合並正式出道。組合名稱由2023年8月8日於《台場冒險王2023》活動現場觀眾票選決定，命名為東京灣岸女孩（東京湾岸がーるず）。
2024年2月，參與開發內衣品牌「TOLEETY」，並擔任品牌形象代言人。10月，被任命為宣傳山口縣的魅力的「山口故鄉大使」。
2025年1月24日，村重首次出演並主演的電影《惡鬼的病毒》上映。

## 人物
- 父親是日本人，母親是俄羅斯人，懂流利的俄語[49]；曾到俄羅斯旅行7次[50]，在家中會說俄語[51]，2012年5月16日以後，在Google+發佈「俄語講座」的動画[52]，HKT48劇場自己介紹亦使用俄語[53]。
- 家中的長女，下面有兩個妹妹，並跟隨姊姊的腳步踏入演藝圈。目前兩人均為渡边娱乐九州事業本部（日语：ワタナベエンターテインメント九州事業本部）旗下的藝人[54][55]。另外還有一個相差18歲的弟弟[56]。
- 在HKT48團員中向來以「搞笑擔當」自居，公開自稱未來志願是成為一名搞笑藝人[57]。
- 最常做的一發技（日语：一発ギャグ）（搞笑段子）是「明太子」，但常被HKT48成員吐槽不好笑。此外亦喜歡在句尾加入當作雙關語來炒熱氣氛[58][59]。
- 本人是左撇子[60]。
- 喜歡吃蜂蜜[61]。

### HKT48相關
- 官方暱稱是以俄語讀音的，但田中菜津美另外幫她取了一個的綽號[62]，之後村重表示應援自己的粉絲就叫做「重子」（しげっこ）[63]，但通常成員都會直接以姓氏稱呼她，而本人亦常以「村重」自稱，而少用「我」[58]。
- 在HKT48劇場中使用的Catch Phrase（自我介紹詞）「大家好，我最喜歡大家了。我是俄羅斯和日本的混血娘，暱稱『Aa-nya』的村重杏奈」[64]，其中前段使用俄語[64]。
- 在團體中是以積極愛搶話的吵鬧角色作為主要賣點，而常被稱為「博多的積極女孩」（ハカタのグイグイ娘），並與中西智代梨[註 2]、下野由貴一同被視為是HKT48的「綜藝班」成員[65]。
- 與AKB48的成員都有交流，與高橋朱里在《馬路須加學園3》開始拍攝前便已有良好的友誼[50]，之後並與其他的《馬路須加學園3》出演成員共同組成「積極選拔」（[註 3]），之後亦於Google+中上傳了相關的攝影內容[66]。
- 擁有一副好歌喉，曾在《HaKaTa百貨店2號館》中被成員評選為HKT48成員中歌聲最好的成員[註 4][67]。

## 音樂作品
- 標註有「★」符號者表示該首歌曲有拍攝MV。

### 單曲
HKT48
|      | 發行日期       | 單曲名稱               | 參與歌曲名稱             | 名義             | 收錄於 | MV | 備註  |
| ---- | -------------- | ---------------------- | ------------------------ | ---------------- | ------ | -- | ----- |
| 1st  | 2013年3月20日  | 喜歡！喜歡！小跳步！   | 喜歡！喜歡！小跳步！     |                  | 全版本 | ★  | A面曲 |
| 1st  | 2013年3月20日  | 喜歡！喜歡！小跳步！   | 求求你華倫亭             |                  | 全版本 |    |       |
| 1st  | 2013年3月20日  | 喜歡！喜歡！小跳步！   | 單相思的唐揚             | 甘口姬           | Type-A | ★  |       |
| 2nd  | 2013年9月4日   | 哈密瓜汁               | 哈密瓜汁                 |                  | 全版本 | ★  | A面曲 |
| 2nd  | 2013年9月4日   | 哈密瓜汁               | 在那裡思考些什麼？       |                  | 全版本 |    |       |
| 2nd  | 2013年9月4日   | 哈密瓜汁               | 希望的海流               | 甘口姬           | Type-A | ★  |       |
| 3rd  | 2014年3月12日  | 櫻花，大家一起來品嚐   | 櫻花，大家一起來品嚐     |                  | 全版本 | ★  | A面曲 |
| 3rd  | 2014年3月12日  | 櫻花，大家一起來品嚐   | 你怎麼了？               |                  | 全版本 |    |       |
| 3rd  | 2014年3月12日  | 櫻花，大家一起來品嚐   | 與前男友的哥哥交往這回事 | Team KIV         | Type-B | ★  |       |
| 3rd  | 2014年3月12日  | 櫻花，大家一起來品嚐   | 因為喜歡你（博多腔版）   |                  | 劇場盤 |    |       |
| 4th  | 2014年9月24日  | 有所保留的我愛你！     | 在夏季之前               | Team KIV         | Type-B | ★  |       |
| 5th  | 2015年4月22日  | 12秒                   | 12秒                     |                  | 全版本 | ★  | A面曲 |
| 5th  | 2015年4月22日  | 12秒                   | 摇滚吧、人生就是…        |                  | 全版本 | ★  |       |
| 5th  | 2015年4月22日  | 12秒                   | 去夏威夷吧               | Team KIV         | Type-C | ★  |       |
| 6th  | 2015年11月25日 | 吵死了！               | 看见梦想的Team KIV       | Team KIV         | Type-B | ★  |       |
| 6th  | 2015年11月25日 | 吵死了！               | 恋的指尖                 |                  | 剧场盘 |    |       |
| 7th  | 2016年4月13日  | 给74亿分之1的你        | HKT城、今、动            | 白金女孩         | Type-B | ★  |       |
| 8th  | 2016年9月7日   | 最棒了唷               | 梦一场                   | 穴井千寻与同伴们 | Type-A | ★  |       |
| 8th  | 2016年9月7日   | 最棒了唷               | Go,Bananas!              | Team KIV         | Type-C | ★  |       |
| 9th  | 2017年2月15日  | BUG也無妨              | 我的白日梦               | 白金女孩         | Type-B | ★  |       |
| 9th  | 2017年2月15日  | BUG也無妨              | HKT48家族                |                  | 剧场盘 |    |       |
| 10th | 2017年8月2日   | 接吻真的只能慢慢來嗎？ | 跛行和弯曲               | 钻石女孩         | Type-B | ★  |       |
| 10th | 2017年8月2日   | 接吻真的只能慢慢來嗎？ | 恋爱的Ribbon！           | 村重选抜         | Type-C |    |       |
| 11th | 2018年5月2日   | 快轉的月曆             | 想见你而变得厌恶         | 果然是御手洗团子 | Type-B | ★  |       |
| 12th | 2019年4月10日  | 意志                   | 意志                     |                  | 全版本 | ★  | A面曲 |
| 12th | 2019年4月10日  | 意志                   | 从谁开始握手             |                  | 全版本 |    |       |
| 12th | 2019年4月10日  | 意志                   | 无论何时都在身旁         |                  | Type-A | ★  |       |
| 13th | 2020年4月22日  | 3-2                    | 3-2                      |                  | 全版本 | ★  | A面曲 |
| 13th | 2020年4月22日  | 3-2                    | 青春的出口               |                  | 劇場盤 |    |       |
| 14th | 2021年5月12日  | 想和你一起去某個地方   | 想和你一起去某個地方     | 燕選拔           | 全版本 | ★  | A面曲 |

NMB48
|      | 發行日期      | 單曲名稱         | 參與歌曲名稱 | 名義   | 收錄於 | MV | 備註 |
| ---- | ------------- | ---------------- | ------------ | ------ | ------ | -- | ---- |
| 10th | 2014年11月5日 | 真不像我         | 休战协定     | Team N | Type-A | ★  |      |
| 11th | 2015年3月31日 | Don't look back! | 恋爱欺骗者   | Team N | Type-A | ★  |      |

AKB48
|      | 發行日期       | 單曲名稱           | 參與歌曲名稱           | 名義                | 收錄於 | MV | 備註 |
| ---- | -------------- | ------------------ | ---------------------- | ------------------- | ------ | -- | ---- |
| 27th | 2012年8月29日  | 格子花紋           | 那一天的風鈴           | Waiting Girls       | 劇場盤 |    |      |
| 29th | 2012年12月5日  | 永遠的壓力         | 初戀蝴蝶               | HKT48               | Type-C | ★  |      |
| 34th | 2013年12月11日 | 倘若在梧桐樹什麼的 | 眨眼3次                | HKT48               | Type-H | ★  |      |
| 35th | 2014年2月26日  | 勇往直前           | KONJO                  | Talking Chimpanzees | Type-C | ★  |      |
| 37th | 2014年8月27日  | 心意告示牌         | 直到口香糖沒了味道為止 | Upcoming Girls      | Type-C | ★  |      |
| 42nd | 2015年12月9日  | 红唇Be My Baby     | 班花的选择             | 玲奈七选拔          | Type-B | ★  |      |
| 45th | 2016年8月31日  | LOVE TRIP/分享幸福 | 2016年的Invitation     | Upcoming Girls      | Type-D | ★  |      |
| 48th | 2017年5月31日  | 空有愿望           | 当代PARA               |                     | 全版本 | ★  |      |

### 專輯
AKB48
|     | 發行日期      | 專輯名稱                     | 參與歌曲名稱      | 名義                    | 收錄於 | 備註 |
| --- | ------------- | ---------------------------- | ----------------- | ----------------------- | ------ | ---- |
| 4th | 2012年8月15日 | 1830m                        | 藍天 不會寂寞嗎？ | AKB48+SKE48+NMB48+HKT48 | 全版本 |      |
| 5th | 2014年1月22日 | 未來軌跡                     | 破爛藍調          |                         | Type-B |      |
| 6th | 2015年1月21日 | 这里是罗德斯岛、在这里跳吧！ | 我们的意识形态    |                         | Type-B |      |

NMB48
|     | 發行日期      | 專輯名稱                        | 參與歌曲名稱 | 名義   | 收錄於 | 備註 |
| --- | ------------- | ------------------------------- | ------------ | ------ | ------ | ---- |
| 2nd | 2014年8月13日 | 世界的中心是大阪 ～難波自治區～ | 伊維薩女孩   |        | 全版本 |      |
| 2nd | 2014年8月13日 | 世界的中心是大阪 ～難波自治區～ | 下电车       | Team N | Type-A |      |

### 劇場公演分組曲
| 公演名稱                             | 參與歌曲名稱   | 備註 |
| ------------------------------------ | -------------- | ---- |
| 研究生時期                           |                |      |
| HKT48 1st Stage「手牽手」公演        | 帶我去溫布頓   |      |
| Team H時期                           |                |      |
| Team H 1st Stage「手牽手」公演       | Glory days     |      |
| Team H「博多傳奇」公演               | 天國小子       |      |
| HKT48 向日葵組「睡衣兜風」公演       | 鏡中的聖女真德 |      |
| Team KIV時期                         |                |      |
| Team KIV 1st Stage「劇場的女神」公演 | 暴風雨之夜     |      |

| 公演名稱                           | 參與歌曲名稱       | 備註   |
| ---------------------------------- | ------------------ | ------ |
| NMB48 Team N兼任時期               |                    |        |
| Team N 4th Stage「天使在這裡」公演 | 無論多少次都要命中 | Center |
| Team N 4th Stage「天使在這裡」公演 | 第一顆星星         |        |
| Team N 4th Stage「天使在這裡」公演 | 即使100年前        |        |

## 演出

### 電視劇
- 馬路須加學園3 第5集至最終集（2012年8月17日－10月5日，東京電視台）：飾演 痴女[68]
- 馬路須加學園4 第1集（2015年1月20日，日本電視台）：飾演 西伯利亞[69]
- 勇者義彥和被引導的七人 第9集（2016年12月3日，東京電視台）：客串 口紅少女組（ルージュ）的成員[70][71]
- ONE DAY～平安夜的騷動～ 第8、9集（2023年11月27日、12月4日，富士電視台）：飾演 真緒[72]

### 電影
- 惡鬼的病毒（2025年1月24日，AEON ENTERTAINMENT）：主演 茅野日名子[73]

### 網絡劇
- 國寶級男友選拔 第1集（2023年2月22日，Hulu）：飾演 向井[74]
- 永远是最终选择（2025年1月6日，YouTube 他）：飾演 遠藤家的長女[75]
  - 永远是最终选择 Season2（2025年6月2日，TikTok）[76]

### 電視綜藝
- why not？～私たちの働き方～（2021年4月3日－2022年3月26日，BS12 TwellV）[77]
- 呼び出し先生タナカ（2022年4月24日－，富士電視台）- 不定期出演[78]
- サスティな!〜こんなとこにもSDGs〜（2023年1月7日－21日，富士電視台）- 特別MC
- オールナイトフジコ（2023年4月14日－，富士電視台）[79]
- わがまま!気まま!旅気分 村重杏奈のしげさんぽ ～村重とトモダチになってください！～（2023年11月25日，新廣島電視台）[80]
- はてなのてん（2024年10月5日－，TVQ）- MC[81]

### 舞台劇
- 吉本新喜劇「マジで忠臣蔵!! 完全版」（2013年4月3日，IMS Hall）[82]
- HKT48指原莉乃座長公演（2015年4月8日－23日，明治座／8月15日－31日，博多座）：飾演 おミソ[83]

### 廣播
- しげっこ団のミッションナイト（2014年12月6日－2015年8月29日，Love FM）[84]

### 電視動畫
- AKB0048（2012年）：聲演 空港アナウンス、アリョーナ
- AKB0048 next stage（2013年）：聲演 アリョーナ

### 廣告
- 「LOTTE Everyday, Choco-motion!」迦納巧克力火鍋篇（チガーナフォンデュ，2014年2月28日－）[85][86]

### 活動
- 東京女孩展演
  - TGC KITAKYUSHU 2019 by TOKYO GIRLS COLLECTION（2019年10月5日，西日本綜合展示場 新館）[87]
  - oomiya presents TGC WAKAYAMA 2023 by TOKYO GIRLS COLLECTION（2023年2月11日，和歌山大鯨）[88]
  - 第36回 Mynavi Tokyo Girls Collection 2023 SPRING／SUMMER（2023年3月4日，國立代代木競技場第一體育館）[89]
  - KCON JAPAN 2023×TOKYO GIRLS COLLECTION（2023年5月13日，幕張展覽館）[90]
  - 第37回 Mynavi Tokyo Girls Collection 2023 AUTUMN／WINTER（2023年9月2日，埼玉超級競技場）[91]
  - CREATEs presents TGC KITAKYUSHU 2023 by TOKYO GIRLS COLLECTION（2023年10月7日，西日本綜合展示場 新館）[92]
  - TGC teen 2023 Winter supported by SIW2023（2023年11月12日，澀谷公會堂）[93]
  - oomiya presents TGC WAKAYAMA 2024 by TOKYO GIRLS COLLECTION（2024年2月3日，和歌山大鯨）[94]
- GirlsAward
  - Rakuten GirlsAward 2023 SPRING／SUMMER（2023年5月4日，國立代代木競技場第一體育館）[95]
  - Rakuten GirlsAward 2023 AUTUMN／WINTER（2023年9月30日，幕張展覽館）[96]
  - Rakuten GirlsAward 2024 SPRING/SUMMER（2024年5月3日，国立代代木競技場第一体育館）[97]

### MV
- Fujikozu「ウェーイ TOKYO」（2023年）[98]

## 書籍

### 寫真集
- （2022年11月5日，講談社）[99]
- 東京灣岸女孩寫真集 （2023年11月8日，講談社）[100][101]